# Luc Triangle
Luc Triangle, né le 3 octobre 1961 à Louvain (Belgique), est un syndicaliste belge. Il est secrétaire général de la Confédération syndicale internationale (CSI) depuis 2023.

## Biographie
Il est syndiqué depuis 1982 à la Confédération des syndicats chrétiens (CSC) en Belgique. Engagé depuis 1996 dans le syndicalisme international, il accède en 2016 au poste de secrétaire général d'IndustriALL Europe. En avril 2023, il est désigné secrétaire général par intérim de la Confédération syndicale internationale (CSI) puis élu comme titulaire par le congrès de l'organisation le 12 octobre suivant.